# Roland Hilti
Roland Hilti (* 2. Oktober 1963) ist ein Liechtensteiner Lehrer und Sportler.

## Beruf und Ausbildung
Hilti besuchte das Liechtensteinische Gymnasium in Vaduz und machte dort 1983 die Matura. Danach studierte er an der Universität Zürich Geschichte, Deutsch, Geografie und Sport. Seit 1989 unterrichtet er am Liechtensteinischen Gymnasium. Seit August 2008 gehört er als Prorektor der Schulleitung an.
2007 wurde er für die Vaterländische Union (VU) in den Gemeinderat von Ruggell gewählt und gehörte diesem für vier Jahre bis 2011 an. Bei den Gemeinderatswahlen 2011 konnte er sein Mandat nicht verteidigen.
Hilti ist verheiratet und hat drei Kinder. Von 1995 bis 2007 war Hilti Mitglied im Stiftungsrat des Liechtensteinischen Landesmuseums.

## Sportliche Karriere
Von 1979 bis 2000 war Hilti als Fussballspieler aktiv. Er spielte in der 1. Mannschaft des FC Schaan sowie zwei Jahre beim USV Eschen-Mauren. In den 1990er Jahren spielte er mehrere Jahre in der liechtensteinischen Nationalmannschaft. Daneben war er von 1990 bis 1998 als Trainer im U 12- und U 18-Bereich beim Liechtensteiner Fussballverband tätig.
Neben dem Fussball ist Hilti seit den späten 1980er Jahren in der 1. Mannschaft des Badminton Clubs Vaduz aktiv. Bei den liechtensteinischen Meisterschaften wurde er zweimal Landesmeister im Herreneinzel und fünfmal im Herrendoppel.